# Dicentrarchus
Dicentrarchus è un genere di pesci della famiglia dei Moronidae.

## Distribuzione e habitat
Sono diffusi nell'Oceano Atlantico nordorientale, nel mar Mediterraneo e nel mar Nero.

Vivono in acque costiere e sono molto eurialini per cui si incontrano spesso nelle acque salmastre delle foci e delle lagune.

## Descrizione
Le due specie del genere sono molto simili. Il corpo è fusiforme, leggermente compresso ai lati; la bocca è grande e gli opercoli branchiali portano due spine acuminate. Le pinne dorsali sono due, la prima armata di raggi spinosi.

Il colore è argenteo in D. labrax e maculato di nero in D. punctatus.

La spigola comune raggiunge almeno i 12 kg di peso.

## Specie
Questo genere conta due specie:
- Dicentrarchus labrax (Linnaeus, 1758) o Spigola
- Dicentrarchus punctatus (Bloch, 1792) o Spigola maculata